# Prelatura v Českém Krumlově
Objekt bývalé prelatury je situován do Horní ulice 155 a vybudován na skalní vyvýšenině nad meandrem řeky Vltavy. Jedná se o objekt sestávající ze dvou křídel o jednom až tří patrech. Dvůr je mírně lichoběžníkového tvaru a z něj je přímý vstup do Městské knihovny v Českém Krumlově.
Jednotlivá křídla budovy jsou zastřešena převážně sedlovými střechami. Hlavní neorenesanční severní průčelí budovy směřuje do Horní ulice a je rozčleněno na tři části. Jeho fasáda je kryta psaníčkovým sgrafitem, motivy rozet a průčelí s letopočtem 1576 je ukončeno historizujícími štíty s klasicizujícími ozdobnými prvky. Po levé straně obloukového vstupního průjezdu na průčelí je umístěna pamětní deska preláta Jiřího Bílka z Bílenberku (1588 - 1657). Nad obloukovým vstupním portálem průjezdu je část průčelí předsunuta na čtyřech krakorcích. Vnitřní průčelí dvora je členěno lisenami. Na fasádách vnitřního nádvoří jsou umístěny tři pamětní desky: naproti průjezdu červená mramorová deska připomínající obnovu prelatury péčí preláta Jana Františka Chvalenického po požáru roku 1665. Na protější straně je hnědá deska ve volutovém štítu nad krytým schodištěm, připomínající obnovu budovy po požáru roku 1768 péčí preláta Františka Kfellera, jehož erb je v horní části desky. Třetí, béžová deska na levé fasádě oznamuje obnovu činnosti prelátského pivovaru zásluhou preláta Dr. Loberschinera roku 1865. Schodišťová loggie a arkádový přechod jsou rokokovou úpravou. V přízemí jižního dvoupatrového traktu budovy se nachází na vnější straně směrem k řece Vltavě zbytky tří gotických oken, z nichž jedno má zachované původní kamenné kružby ze 14. století.
Součástí objektu je v patře východního křídla Prokyšův sál s rokokovými výmalbami, zdobený štukovým zrcadlem na stropě a Gotický sálek s rokokovými kamny.
V přízemí budovy se nachází Městská galerie a v prvním patře dvě učebny, které využívá Městská knihovna v Českém Krumlově.
Budova je významná několika architektonickými detaily:
- gotické okno s kružbou ze 14. století
- arkádový průchod
- rokoková okna chodby u schodiště[1]